# Natívitas
Natívitas es una población del estado mexicano de Tlaxcala, cabecera del mismo nombre y localizada al sureste del estado en los límites con el estado de Puebla.
En la cercanía de la población de Natívitas y dentro de su municipio encontramos dos de los sitios arqueológicos mexicanos más enigmáticos: Cacaxtla y Xochitécatl. El primero de ellos alberga los murales prehispánicos mejor conservados del mundo, de influencias olmecas-xicalancas. El segundo posee las pirámides de las Flores y la del Espiral, consideradas entre las más antiguas de toda Mesoamérica.